# Étienne Hubert de Cambacérès
Étienne Hubert de Cambacérès (ur. 11 września 1756 w Montpellier, zm. 25 października 1818 w Rouen) – francuski duchowny katolicki, kardynał, arcybiskup Rouen, senator i hrabia I Cesarstwa Francuskiego, w okresie Restauracji Burbonów Par Francji, brat prawnika oraz polityka Jeana Jacques'a Régisa de Cambacérès'a (w latach 1808–1814 księcia Parmy).

## Życiorys
Święcenia kapłańskie przyjął w 1780. 9 kwietnia 1802 został wybrany arcybiskupem Rouen (urząd powiązany z tytułem prymasa Normandii), którym pozostał już do śmierci. 11 kwietnia 1802 w Paryżu otrzymał sakrę z rąk kardynała Giovanniego Battisty Caprary (współkonsekratorami byli biskupi Michel-François du Vivier de Lorry i Jean-Baptiste-Marie de Maillé de La Tour-Landry). 17 stycznia 1803 Pius VII wyniósł go do godności kardynalskiej, a 1 lutego 1805 nadał mu tytuł kardynała prezbitera Santo Stefano al Monte Celio.